# Lissonota tegularis
Lissonota tegularis là một loài tò vò trong họ Ichneumonidae.